# Lajos Kű
Lajos Kű (né le 5 juillet 1948 à Székesfehérvár, Fejér) est un footballeur hongrois.

## Biographie
Jouant comme milieu de terrain, il fut international hongrois de 1972 à 1977.
Il a participé aux Jeux olympiques de 1972 à Munich avec la Hongrie et remporta la médaille d'argent, battu en finale par la Pologne. Il marqua 2 buts lors de cette compétition contre la RFA.
Il participa à l'Euro 1972, en Belgique. Il termine 4e de la compétition. Il marqua un but dans cette compétition, lors du match pour la 3e place contre la Belgique à la 53e minute de jeu.
Il joua en Hongrie (Ferencváros TC, Vasas SC, Volán SC), en Belgique (FC Bruges), aux États-Unis (Buffalo Stallions) et en Autriche (SC Eisenstadt, FC Mönchhof).

## Clubs
- 1968-1974 :  Ferencváros TC
- 1974-1975 :  Vasas SC
- 1975-1977 :  Volán SC
- 1978-1980 :  FC Bruges
- 1980-1981 :  Buffalo Stallions
- 1981-1983 :  SC Eisenstadt
- 1983-1984 :  FC Mönchhof

## Palmarès
- Médaille d'argent aux JO de 1972 avec la Hongrie
- Coupe de Hongrie de football en 1972 et en 1974
- Finaliste de la Coupe de Belgique de football en 1979
- Championnat de Belgique de football en 1980